# 長月明日香
長月 明日香（ながつき あすか、1999年9月11日 - ）は、日本の女優。ディアステージを経て、アステールオフィス所属。

## 略歴
2021年6月14日「劇団☆ディアステージちゃんねる『劇デちゃん!』第24回」配信にて劇団☆ディアステージへの加入を発表。
2025年5月26日、自身のXアカウントにて2025年5月31日をもってディアステージを退所し、同年6月1日よりアステールオフィスへ移籍することを発表。

## 人物
- 好きな食べ物は、カニ、牛タン、タルト、甘いもの全般[4]
- 性格は、頑固、何にでも感情移入する、豆腐メンタルだけどめちゃくちゃ負けず嫌い、リアクション芸人（自覚なし）[4]
- 趣味は、カフェ巡り、踊ること[4]、一人飲み、文字を書くこと[1]
- 特技は、ピアノ、バドミントン[4]、パソコンのタイピング[1]
- 特徴は、中国と日本のハーフ（中国語は自己紹介程度で現在勉強中）、手がうるさい、話が飛びがち[4]
- ジョジョオタク[5]
- 好きな動物は、ハリネズミ
- 2022年11月14日、普通自動車第一種運転免許（AT限定）取得[6]

## 出演

### 舞台・朗読劇
2021年
- 音楽朗読劇『絵本 えんとつ町のプペル』特別配信[7][8]（8月11日(水)・8月12日(木)）レベッカ 役(ダブルキャスト)
- 劇団☆ディアステージ第3回公演『ネコにマタタビ♡アキバにオタク』[9]（9月23日(木)〜9月26日(日)、シアターKASSAI）はな 役
- メイホリックシアター06 舞台『貘の皮を剥ぐ』[10]（11月17日(水)〜11月21日(日)、BOX in BOX THEATER）アザミ 役(ダブルキャスト)

2022年
- 劇団☆ディアステージ第4回公演『トラブルメーカーwww』[11]（1月19日(水)〜1月23日(日)、シアターKASSAI） 鎌取 凪 役(トリプルキャスト)
- メイホリックシアター07 舞台『マジでトキメけ☆少女たち!! 〜全国高校生エネルギッシュ選手権大会〜』[12]（2月16(水)〜2月20日(日)、CBGKシブゲキ!!）勉学 秀子 役
- ASSH-DX Vol.5 ～ 劇団☆ディアステージ collaboration ～ 『世界は僕のCUBEで造られる•2022』[13]（3月31日(木)～4月10日(日)、あうるすぽっと）ナイチンゲール 役
- ものづくり計画 RAVE☆塾 vol.4『かえってきたQUEEN DOM』Bチーム[14]（6月2日(木)〜6月5日(日)、CBGKシブゲキ!!）吉岡 結衣 役
- 舞台 『ネコにマタタビ、アキバにレインボウ』[15]（7月14日(木)〜7月19日(火)、シアター1010）ホンカン 役(7月14日(木)〜7月17日(日) )、ねね 役(7月18日(月・祝) )
- アクティブ・リーディングシアター『エターナルメロディ～終わらない歌を少女はうたう～』[16]（8月11日(木)～8月14日(日)、コフレリオ新宿シアター） 野見山 真琴・橘 百合 役
- 劇団☆ディアステージ第5回公演『笑女A』[17]（9月7日(水)〜9月11日(日)、シアターKASSAI）栞 役
- 舞台「笑わない君と笑う僕」[18]（10月26日(水)～10月30日(日)、TACCS1179）ムライ アスカ 役
- Studio K'z presents 舞台「スーパーマンガ大戦MAX」[19]（12月14日(水)〜12月18日(日)、シアターKASSAI）レイラ 役

2023年
- 劇団☆ディアステージ第6回公演『「テイクショットをもう一度」−カーリングと私たちの激アツな日々−』[20]（1月18日(水)〜1月22日(日)、シアターKASSAI）石狩 千晶 役
- フリスティエンターテインメント公演『ゴーストシスターズ！』[21]（2月8日(水)〜2月12日(日)、シアターKASSAI）久保田 知里 役
- WaVe'S 旗揚公演 舞台『不咲息子〜さかずきっず〜』[22]（3月22日(水)〜3月26日(日)、コフレリオ新宿シアター）なぎさ 役
- アリスインプロジェクト 舞台『魔銃ドナー巫 / かんなぎ』（5月3日(水・祝)〜5月7日(日)、新宿村LIVE）田主税女 役
- 青春舞台『1518! イチゴーイチハチ!』2023（6月21日(水)〜6月25日(日)、シアターサンモール）仲里 なつみ 役
- 劇団ディアステージ第7回公演・旗揚げ5周年記念興行 『トラブルメーカーwww２・隣の星は青く見える』[23]（7月5日(水)～7月9日(日)、築地本願寺ブディストホール）鎌取 凪 役
- ものづくり計画 RAVE☆塾 vol.11『姫様スターダスト』Bチーム（8月24日(木)～8月27日(日)、築地本願寺ブディストホール）友崎 沙耶香 役
- WaVe’S 第2回公演 舞台『恋獄プリズン』（9月13日(水)〜9月17日(日)、コフレリオ新宿シアター）宮沢 睦美 役
- 『降臨SOUL』[24]（11月23日(木)〜12月3日(日)、中目黒キンケロ・シアター）松長 尚子 役
- #DSPM LIVE presents 『プレゼント・オブ・ダーク・ホリデイ』6DAYS公演（12月22日(金)、12月23日(土)、12月25日(月)、シアターKASSAI）グリーン 役

2024年
- 劇団ディアステージ第8回公演『カーリングの女神ちゃん』-ストーンは君を裏切らない-（1月26日(金)〜1月29日(月)、R'sアートコート）石狩 千晶 役
- 舞台『魔銃ドナー Testament』（3月27日(水)〜3月31日(日)、築地本願寺ブディストホール）吾妻 レイカ 役
- スタジオケーズ×カラスカ 舞台『ネーチャンズ☆2024』（6月19日(水)〜6月23日(日)、シアターKASSAI）石本 晶 役
- 劇団バルスキッチン第35回公演 『ほぼほぼ心霊スポット』[25]（7月10日(水)〜7月15日(月・祝)、バルスタジオ）荒川 さつき 役
- Daisy times produce 舞台『色づく海のエスポワール』[26]（7月31日(水)〜8月4日(日)、新宿シアターブラッツ）主演：白井 遥 役（山﨑悠稀とによるダブル主演）
- パフォーマンスユニットTWT vol.13『セント・メグル・タイム－ぼくらの時空転々記－』（8月23日(金)〜9月1日(日)、新宿シアタートップス）真中 真心 役(ダブルキャスト)
- NOVA READING vol.5『異世怪論』（9月6日(金)〜9月8日(日)、MsmileBOX渋谷）三輪 えりか 役(ダブルキャスト)
- 『Girls Live Action「降臨SOUL 〜風燐火斬〜」』[27][28]（9月25日(木)〜9月29日(日)、六行会ホール）ホンダ・ミッシェル 役
- 劇団ディアステージ第9回公演『ネコにマタタビⅡ オタクの帰還』（11月1日(金)〜11月4日(月・祝)、R'sアートコート）はな 役
- メイホリックシアター17 朗読劇『白きは沈黙の街で』（11月13日(水)〜11月17日(日)、CBGKシブゲキ!!）ラヴ 役(ダブルキャスト)
- 劇団バルスキッチン第39回公演『歌舞伎町ホーリーナイト』[29]（12月18日(水) - 12月22日(日)、バルスタジオ）千葉 茜 役

2025年
- 『C2機関「艦これ」舞台2025 【突入！礼号作戦1944】presented by avex live creative inc.』[30]（2月22日(土) - 3月2日(日)、品川プリンスホテル クラブeX）重巡ネ級改 役
- Daisy times produce『ハナコトバ -朗- spring bouquet』B Team（4月15日(火) - 4月20日(日)、オメガ東京）雪嵐 葵依 役
- 『Girls Live Action「降臨SOUL〜是非ニ及バズ〜」』[31]（5月21日(水) - 5月25日(日)、六行会ホール）ホンダ・ミッシェル 役
- Daisy times produce 舞台『カミシバイ -開-』（6月25日(水) - 6月29日(日)、六行会ホール）音端 華那 役
- 劇団バルスキッチン第42回公演『七夕スターダスト』[32]（7月9日(水) - 7月13日(日)、シアターグリーン BIG TREE THEATER）橘 結子 役
- END es PRODUCE舞台企画Vol.4 『ARCHIVE(アーカイヴ)』（7月30日(水) - 8月3日(日)、劇場HOPE）牧野 伊世 役
- E-Stage Topia Produce 『素晴ラシキ世界ノ片隅デ-Refrain-』（8月21日(木) - 8月31日(日)、ザ・ポケット）サイトウ カナコ 役

### イベント
2021年
- 「さよなら、かみさま」リリースイベント[33]（11月10日(水)、秋葉原ディアステージ）

2022年
- お月見隊と天体観測@しろくま[34]（5月8日(日)、スナックしろくま）
- 『世界は僕のCUBEで造られる•2022展』[35]トークショー・特典会（5月28日(日)、AWAJI Cafe and Gallery）
- 『世界は僕のCUBEで造られる』 主題歌「独白」 リリースイベント（5月25日(水)[36]、6月7日(火)[37]、秋葉原ディアステージ）
- ストーリー仕立てのライブイベント『水たまりと日曜日のトカゲくん』[38]（6月25日(土)、秋葉原ディアステージ）
- 劇デちゃん！生 −浴衣SP−[39]（8月19日(金)、秋葉原ディアステージ）
- #ながあすお月見隊 〜長月明日香初生誕祭〜[40]（9月24日(土)、秋葉原ディアステージ）
- お月見隊と天体観測 vol.2[41]（9月24日(土)、スナックしろくま）
- 『世界は僕のCUBEで造られる・2022』DVD完成記念上映会[42]（10月1日(土)、ステージカフェ下北沢亭）
- 舞台『笑わない君と笑う僕』〜前夜祭〜[43]（10月15日(土)、四谷三丁目ドリームシアター）
- 舞台『笑わない君と笑う僕』〜後夜祭〜[44]（11月5日(土)、MUSEモード音楽学院本館）

2023年
- 開店！あすめいカフェ～お月見隊とお花見隊～[45]（2月19日(日)、すあま商會）
- 『テイクショットをもう一度～カーリングと私たちの激アツな日々～』主題歌「アンコール!!」 リリースイベント[46]（3月12日(日)、3月13日(月)、秋葉原ディアステージ）
- お月見隊と天体観測 vol.3（4月8日(土)、スナックしろくま）
- あすめいカフェ vol.2（4月23日(日)、すあま商會）
- ひとりぼっちのお誕生日会 〜推しの誕生日は祝日になれ〜（9月11日(月)、すあま商會）
- 長月明日香生誕祭2023（10月15日(日)、秋葉原ディアステージ）
- Hanasaki Nana BirthdayEvent（11月11日(土)、フォルテ・オクターヴハウス）※ゲスト参加
- お月見隊と天体観測 vol.4（12月29日(金)、スナックしろくま）
- Studio K'z ファン感謝祭2023（12月30日(土)、シアターKASSAI）

2024年
- スナックあすめい（2月18日(日)、Bar Talzu）
- 舞台「カーリングの女神ちゃん」スピンオフイベント〜リアル虚無僧Barへようこそ（2月25日(日)、秋葉原ディアステージ）
- 私が初めてスパイだと疑われた日 Ep.02（4月20日(土)、MUSEモード音楽学院本館）
- ブタイウラ放送局 #7（5月3日(金・祝)、ワロップ放送局）
- お月見隊と天体観測 vol.5 -飲酒リハビリFC-（9月8日(日)、スナックしろくま）
- 長月明日香生誕祭2024〜アイドルの世界線〜（10月19日(土)、秋葉原ディアステージ）
- お待たせしました！誕生日会（2部、3部）（10月27日(日)、こった創作空間）
- 長月明日香初くらげ〜1日遅れのクリスマスパーティー〜（12月26日(木)、Gallery＆Bar くらげ）
- リベルテ Vol.29（12月28日(土)、本所松坂亭劇場）

2025年
- 加藤瞳の「あすぱら！」#4（1月18日(土)、ワロップ放送局）
- 「ネコにマタタビⅡオタクの帰還」店舗イベント（1月21日(火)、秋葉原ディアステージ）
- 「降臨SOUL 〜澁谷降臨〜」朗読劇&トウクシヨウ（1月26日(日)、MsmileBOX渋谷）
- ただいま！あすめいゲーム部（3月8日(土)、Bar Laetus）
- 私が初めてスパイだと疑われた日 Ep.07（3月22日(土)、コフレリオ新宿シアター）
- 天上天下羽衣我独尊（4月13日(日)、秋葉原ディアステージ）
- リベルテ Vol.30（4月20日(日)、本所松坂亭劇場）
- 長月明日香の『あすぱら!!』（6月15日(日)、ワロップ放送局）
- END es PRODUCE「『ARCHIVE』前夜祭」（7月19日(土)、本所松坂亭劇場）
- イメパ!! ~image Party~2025 in July（7月20日(日)、ステージカフェ下北沢亭）

### テレビアニメ
2024年
- 『闇芝居』十二期（第四話、第六話、第七話）